# کیشکا (جزیره)
کیشکا (آلیوتی: Qisxa) یک جزیره از جزایر آلیوتی است.